# Bahnhof Tirano
Der Bahnhof Tirano liegt in der italienischen Grenzstadt Tirano in der Provinz Sondrio. Er besteht aus den nebeneinanderliegenden Bahnhöfen der normalspurigen Bahnstrecke Sondrio–Tirano der Ferrovie dello Stato Italiane (FS) und der meterspurigen Berninabahn der Rhätischen Bahn (RhB). Beide Strecken enden hier. Tirano ist somit ein Gemeinschaftsbahnhof. Für die Berninabahn fungiert er als Grenzbahnhof, zudem handelt es sich um die einzige RhB-Station, die nicht in der Schweiz liegt, sowie um die tiefstgelegene RhB-Station.

## Anlagen
Der größere Bahnhof der FS hat drei Bahnsteiggleise am Hausbahnsteig und einem Mittelbahnsteig, das Empfangsgebäude in Seitenlage ist dreistöckig. Der etwas kleinere Bahnhof der RhB hat zwei Bahnsteiggleise an einem Kopfbahnsteig, das 1926/27 errichtete zweistöckige Empfangsgebäude steht quer zu den Gleisen. Die Gebäude liegen direkt nebeneinander. Beide Bahnhöfe verfügen über Abstell- und Ladegleise.

## Geschichte
Der Bahnhof auf einer Seehöhe von 429 Metern wurde am 29. Juni 1902 gemeinsam mit der neu erbauten Strecke von Sondrio eröffnet. Die Anordnung des Empfangsgebäudes in Seitenlage war eine Bauvorleistung für die damals projektierte aber nie realisierte Weiterführung in Richtung Bormio, die sogenannte Ortlerbahn. Seit dem 1. Juli 1908 fungiert Tirano zusätzlich als Umsteigestation zur Berninabahn. Die RhB errichtete seinerzeit ein eigenes Empfangsgebäude auf dem Vorplatz des italienischen Bahnhofs. Der Personenverkehr auf der italienischen Strecke wird heute von Trenord abgewickelt.

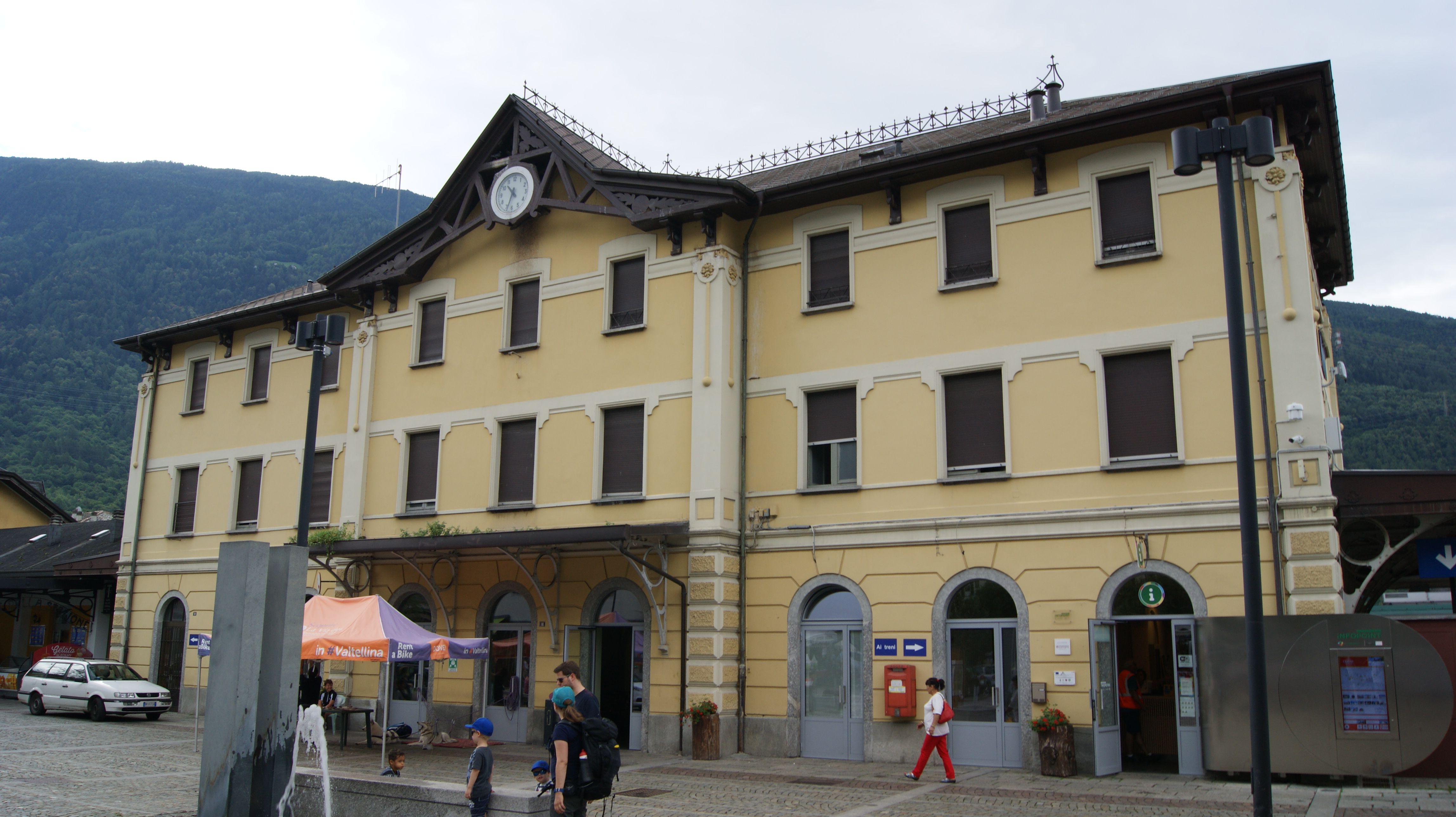
FS-Empfangsgebäude, Straßenseite
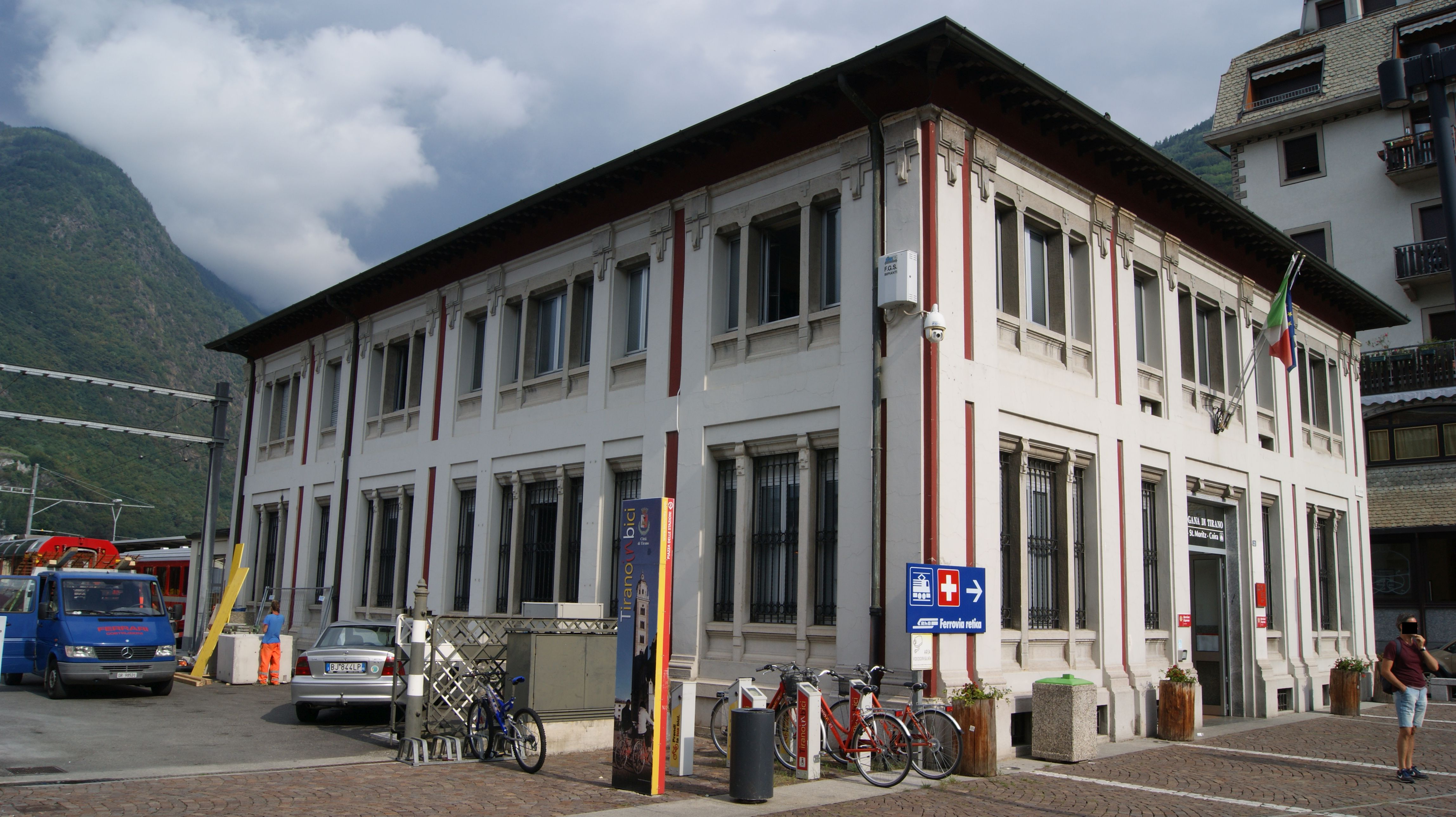
RhB-Empfangsgebäude, Straßenseite